# Lille
Lille [lil] (în neerlandeză Rijsel) este un oraș în nordul Franței, reședința prefecturii departamentului Nord și capitala regiunii Hauts-de-France.
Orașul are o populație de 191 164 locuitori, dar zona metropolitană are peste 1,7 milioane de locuitori.

## Geografie
Lille este situat în nordul Franței, la centrul de Departamentul de Nord (59) și aproape de Belgia, vreo douăzeci de kilometri de nord flamandă și regiunea valonă în est.
Ea stătea în valea de arme Deûle mai multe, acum cea mai mare parte acoperite prin oraș. Plecat din galo-romane ori, râu, recent montate cu ecartament larg canal, traversează orașul de la sud-vest la nord la Lys.
Până la mijlocul secolului al patrulea, declinul Imperiului Roman de Apus, popoarele germanice stabilit la nord de drum Boulogne-sur-Mer-Köln: limita limba trecea apoi spre sud, de Lille cum se menționează în Toponimia Wazemmes tiv, Esquermes Hellemmes, etc.5. Cu toate acestea, Lille și împrejurimile sale fac parte din regiunea istorică a Flandra romană, adică fostele teritorii din Flandra nu face parte din domeniul lingvistic de Flandra de Vest, în contrast cu Dunkirk sau Bailleul. În secolul al unsprezecelea, cu nașterea din Lille, la frontiera lingvistică a fost deja se întâmplă în partea de vest a ville6. Astfel, în contrast cu o credință larg răspândită, Lille nu a fost niciodată un oraș flamand de limbă, dar dialecte romanice.
Lille se află la intersecția de rute europene importante, rutier, feroviar sau maritim, dar, de asemenea, Est / Vest între Germania, Luxemburg, Belgia și Regatul Unit, Nord / Sud între Țările de Jos, Belgia, Franța și Spania.
Pe cale rutieră, Lille este de 80 km de Dunkerque, Calais 110 km, 230 km de Paris, 110 km de Bruxelles, la 90 km de Oostende, 125 km de la Anvers, la 300 km de Amsterdam, 305 km de Luxemburg, 225 km de la Londra (+ 55 km cu transfer) de la 330 km la 345 km și Bonn Köln.
În linie dreaptă, Lille este situat la 93 km de la Calais, 205 km de Paris, 408 km de la Strasbourg, Toulouse 796 km, 100 km de Bruxelles, 242 km de centrul Londrei, 230 km de la Amsterdam și de 405 km Frankfurt pe Main.

## Municipalități învecinate
Lille este situat în centrul comunitar inter-municipale Urban din Lille. Toate comunitățile din jur îi aparțin. Nu există nici o defalcare a structurii urbane între Lille și aceste comune, cu excepția cazului în vest, între orașele de Lomme și Ennetières-en-Weppes, Capinghem, Prémesques, Lompret Pérenchies și rămase în mare măsură din mediul rural suficient.
Orașele învecinate din Lille:
- Lambersart
- Lompret
- Saint-André-lez-Lille
- La Madeleine
- Marcq-en-Baroeul
- Mons-en-Baroeul
- Pérenchies
- Prémesques
- Capinghem
- Ennetières-en-Weppes
- Villeneuve-d'Ascq
- Englos
- Sequedin
- Loos-lez-Lille
- Wattignies
- Faches-Thumesnil
- Lezennes
- Ronchin

## Demografie
| 1793   | 1800   | 1806   | 1821   | 1831   | 1836   | 1841   | 1846   | 1851   |
| ------ | ------ | ------ | ------ | ------ | ------ | ------ | ------ | ------ |
| 66 761 | 54 756 | 61 467 | 64 291 | 69 073 | 72 005 | 72 537 | 75 430 | 75 795 |

| 1856   | 1861    | 1866    | 1872    | 1876    | 1881    | 1886    | 1891    | 1896    |
| ------ | ------- | ------- | ------- | ------- | ------- | ------- | ------- | ------- |
| 78 641 | 131 727 | 154 749 | 158 117 | 162 775 | 178 144 | 188 272 | 201 211 | 216 276 |

| 1901    | 1906    | 1911    | 1921    | 1926    | 1931    | 1936    | 1946    | 1954    |
| ------- | ------- | ------- | ------- | ------- | ------- | ------- | ------- | ------- |
| 210 696 | 205 602 | 217 807 | 200 952 | 201 921 | 201 568 | 200 575 | 188 871 | 194 616 |

| 1962                                                          | 1968    | 1975    | 1982    | 1990    | 1999    | 2009    | - | - |
| ------------------------------------------------------------- | ------- | ------- | ------- | ------- | ------- | ------- | - | - |
| 193 096                                                       | 190 546 | 172 280 | 168 424 | 172 142 | 184 657 | 226 827 | - | - |
| Număr reținut începănd cu 1962: Populaţia fără numărări duble |         |         |         |         |         |         |   |   |

## Climă
Ne întâlnim în Lille principalele caracteristici ale climatului oceanic: variațiile sezoniere de temperatură sunt mici, precipitații este neglijabilă în orice anotimp. Iernile sunt blânde și veri frais8.
Tabelul comparativ de date climatice Lille12
Sunshine orașului
```
(H / an) ploaie
(Mm / an) de zăpadă
(D / an), Storm
(D / an) pe timp de ceață
(D / an)
```

Media națională 1 973 770 14 22 40
Lille-Lesquin 1 617 687 19 19 69
Paris 1 630 642 15 19 13
Nisa 2 668 767 1 31 1
Strasbourg 1 633 610 30 29 65
Brest 1 492 1 109 9 11 74
Tabelul de mai jos prezinta temperatura si precipitatii pentru perioada 1971-2000 și de soare, pentru perioada 1991-2000.
Rezultatele Vreme de Lille
luni, în ianuarie Februarie Lun aprilie mai iunie Iulie August Septembrie Octombrie noiembrie decembrie an
Temperatura medie minimă (°C) 1,0 1,0 3,1 4,7 8,4 11,0 13,1 12,9 10,7 7,4 3,8 2,1 6,6
Temperatura medie (°C) 3,4 3,8 6,6 8,9 12,9 15,5 17,9 18,0 15,0 11,1 6,6 4,4 10,4
Media temperatura maximă (°C) 5,7 6,7 10,1 13,1 17,5 20,0 22,7 23,1 19,4 14,7 9,3 6,6 14,1
Sunshine (h) 63,3 70,5 119,1 159,9 199,7 202,8 213,0 218,2 141,7 117,4 64,7 47,0 1 617,3
Precipitațiilor (mm) 57,0 43,6 57,5 50,4 62,5 68,1 61,2 52,8 63,6 66,8 71,5 68,1 723,1
Sursa: Date climatologica pentru Meteo Lille-Lesquin France13
Tabelul de mai jos prezinta înregistra valoarea de zi cu zi cea mai mică și cea mai mare pentru perioada 1947-2009.
Rezultatele Vreme de Lille
luni, în ianuarie Februarie Lun aprilie mai iunie Iulie August Septembrie Octombrie noiembrie decembrie
Rezultatele la rece (°C)
(Anii de înregistrare) -19.5
(1982) -17,8
(1956) -8,8
(1970) -4,7
(1968) -2,3
(1967) 0,0
(1962) 3,4
(1964) 3,9
(1956) 1,2
(1979) -4,4
(1950) -7,8
(1998) -17,3
(1964)
Rezultatele de căldură (°C)
(Rezultatele An) 15.2
(2007) 18,9
(1960) 22,7
(1968) 29,5
(2009) 31,7
(2005) 34,8
(1947) 36,1
(1959) 36,6
(2003) 33,8
(1949) 27,5
(1985) 20,1
(1995) 15,9
(2000)
Ploaie înregistrare în 24 h (mm)
(Rezultatele An) 24.6
(1990) 21,8
(1996) 26,3
(1989) 28,7
(1953) 34,2
(1948) 48,6
(1951) 41,4
(1964) 49,0
(1975) 50,7
(1970) 33,6
(1964) 32,9
(1966) 34,8
(1999)

## Topografie
Orașul Lille este situat la aproximativ 20 de metri altitude7 într-o extindere a valea Deûle. Aici, creta afloriment ultima (Turonian și Senonian) din regiune sa patrundem naturale Mélantois la vest, în temeiul Weppes, iar la nord, sub Baroeul, cele două regiuni de relief moderat dezvoltate în nisip și Landenian Ypresian lut. Capacul sedimentară recentă (Pleistocen) este omniprezent în formă de loess de pe pante sau depozite aluvionare în partea de jos a vallées8.

## Hidrografie
Orașul este străbătut de râul Deûle.

## Transport
- Gara Lille-Flandres
- Gara Lille-Europe

## Universități
Universități de stat:
- Universitatea din Lille

Universități particulare:
- Université catholique de Lille

E-Artsup
École pour l'informatique et les nouvelles technologies
EDHEC Business School
ESME Sudria
IÉSEG School of Management
ISEG Marketing & Communication School
ISG Business School
SKEMA Business School

## Personalități născute aici
- Joseph Wamps (1689 - 1744), pictor;
- Alphonse Colas (1818 - 1887), pictor;
- Édouard Lalo (1823 - 1892), compozitor;
- Henry Becque (1837 - 1899), dramaturg;
- Albert Samain (1858 - 1900), poet simbolist;
- Alexandre-Marie Desrousseaux (1861 - 1955), politician;
- Jean Baptiste Perrin (1870 - 1942), fizician, laureat Nobel;
- Pierre Werner (1913 - 2002), economist, politician luxemburghez;
- Jean Montreuil (1920 - 2010), biochimist;
- Alain Decaux (1925 - 2016), istoric, scriitor, politician;
- Jacques Donnay (1925 - 2024), politician;
- Philippe Noiret (1930 - 2006), actor;
- Philippe De Coene (n. 1960), om politic belgian, europarlamentar.